# Szyżnia (mijanka)
Szyżnia (ros. Шижня, krl. Šiižn’a) – mijanka i przystanek kolejowy wśród tajgi, w rejonie biełomorskim, w Karelii, w Rosji. Położona jest na linii Biełomorsk – Obozierskij, w oddaleniu od osad ludzkich. Najbliższą miejscowością jest Szyżnia.